# Pediplà

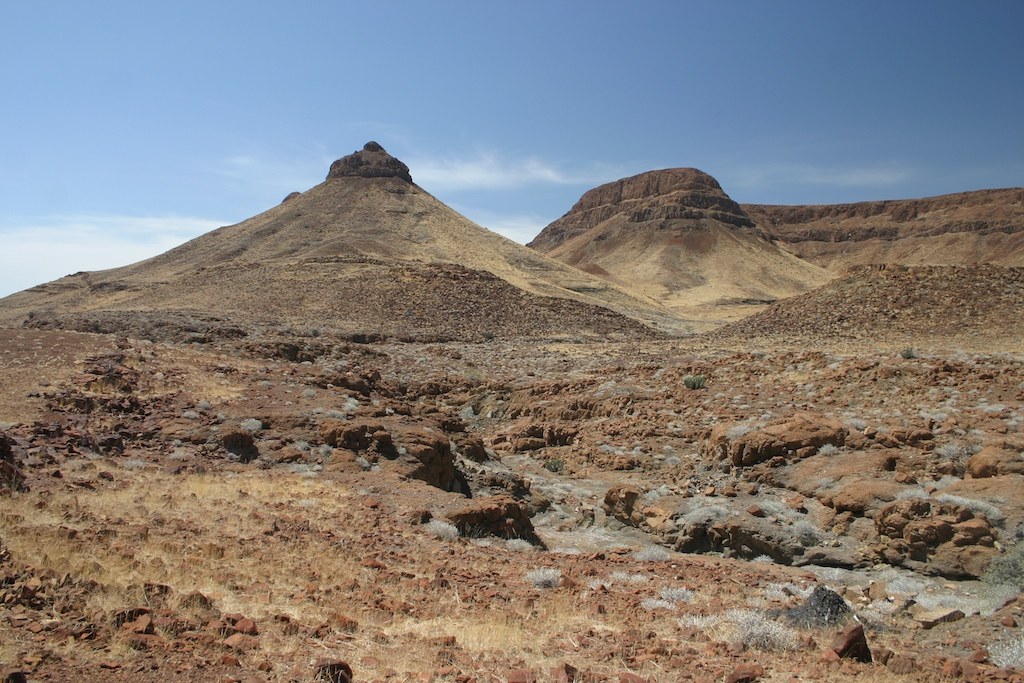
Imatge d'un escarpament i un pediment a Namíbia. La zona gairebé plana del primer terme és un pediplà en evolució.

Un pediplà és una característica geomorfològica que emergeix en regions àrides a través de la unió gradual de pediments o glacis d'erosió. És la suma de pediments que arriben a contactar en regions àrides o semiàrides. En geologia i geomorfologia, els processos mitjançant els quals es formen els pediplans, es coneixen com a pediplanació.
Els conceptes de pediplà i pediplanació van ser descrits per primera vegada pel geòleg Lester Charles King al seu llibre de 1942 South African Scenery. El concepte va guanyar notorietat ja que es juxtaposava a la peneplanació.
Un pediplà es distingeix d'un peneplà perquè té una fina capa de grava i és relativament costerut, mentre que un peneplà està cobert amb sòl residual de profunditat i és extremadament pla, amb pendents inferiors a 10 metres per km. Fins i tot s'ha suggerit que no hi ha autèntics peneplans, i que la majoria de peneplans identificats són en realitat pediplans.